# Zinke (Galerie)

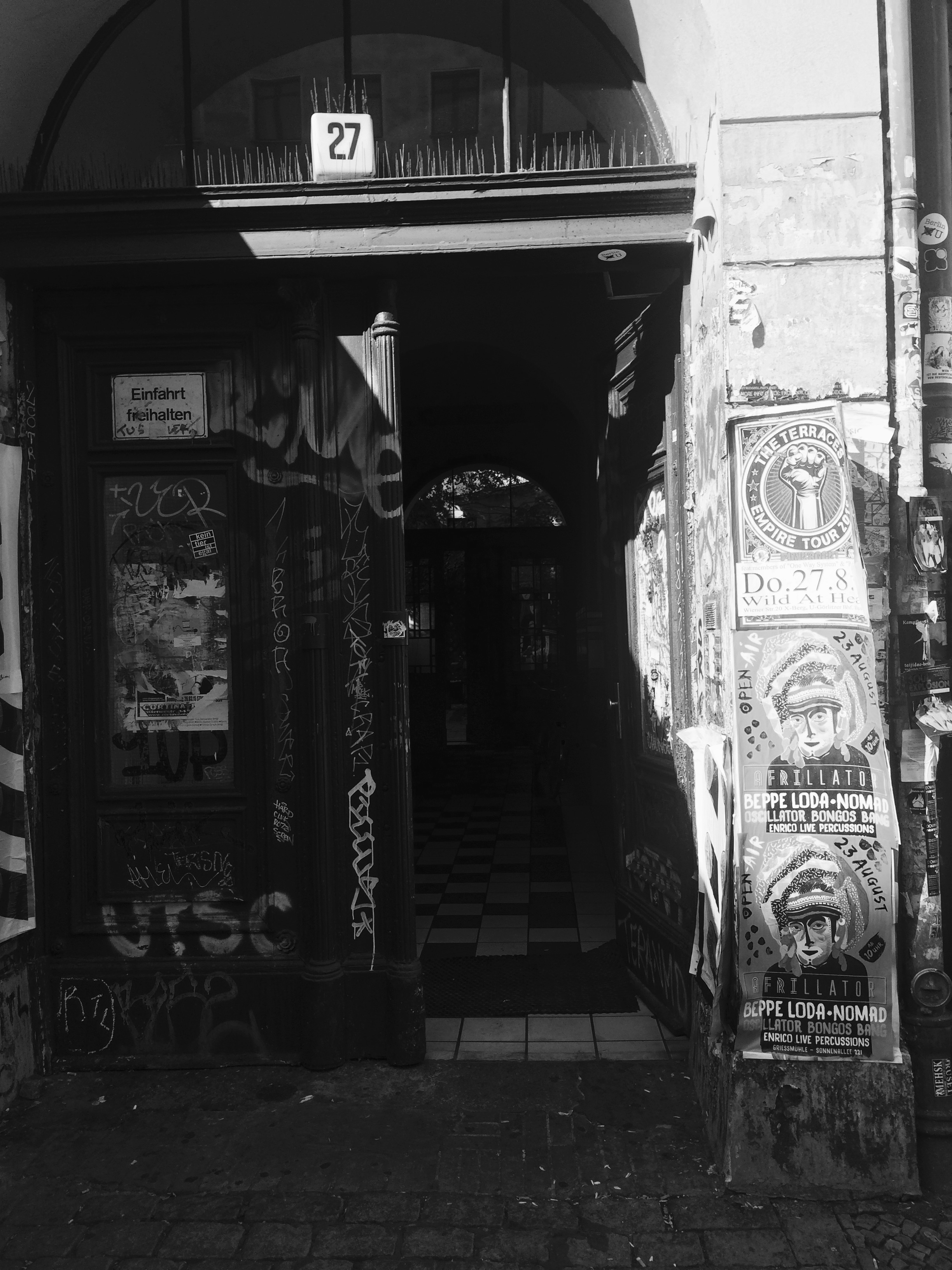
Eingang Oranienstraße 27, Berlin-Kreuzberg, Durchgang zur ehemaligen Hinterhofgalerie zinke

Die zinke war eine Hinterhofgalerie in Kreuzberg, die sich in den Jahren von 1959 bis 1962 zum wichtigsten Kulturtreffpunkt Berlins entwickelte.

## Zur Gründungsgeschichte
Gegründet wurde die zinke 1959 von dem Lyriker und Grafiker Günter Bruno Fuchs, dem Schriftsteller, Schauspieler und Maler Robert Wolfgang Schnell und dem Bildhauer Günter Anlauf.
Nachdem Günter Bruno Fuchs den Mietvertrag unterschrieben hatte und die Sache unter ‚Dach und Fach‘ war, stieß noch der Maler Sigurd Kuschnerus hinzu.

## Namensgebung

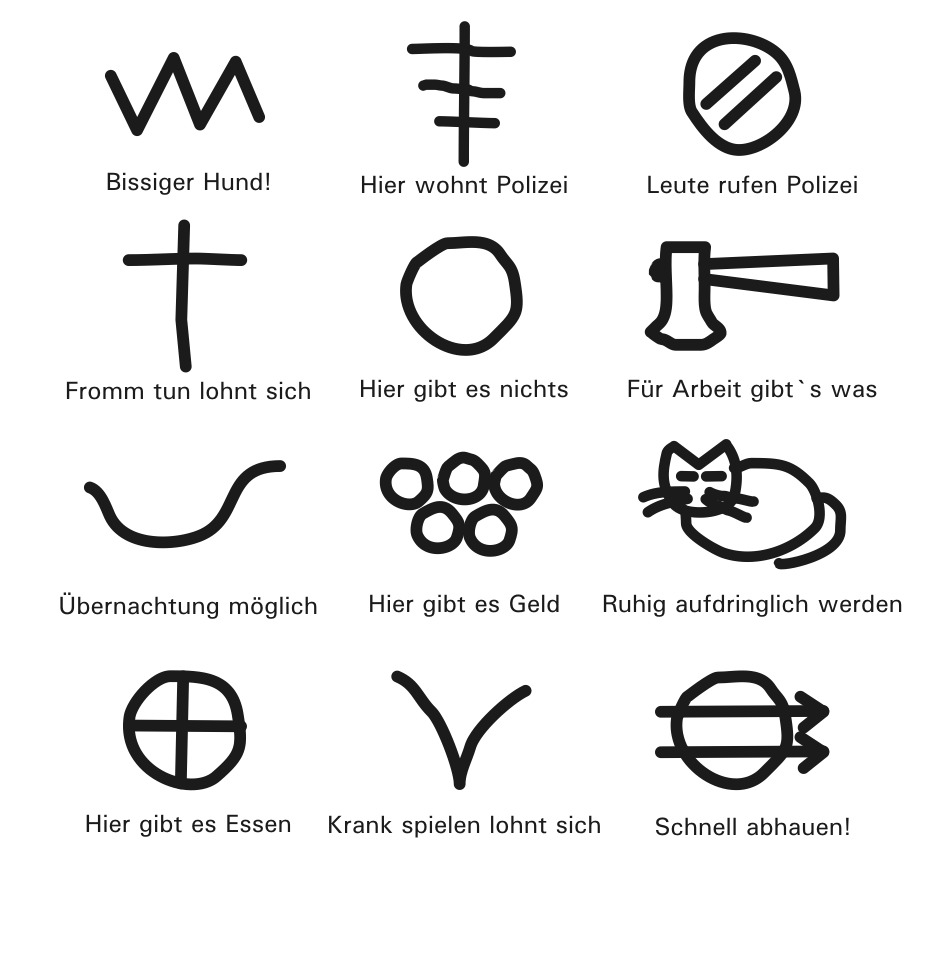
So genannte Gaunerzinken

Der Galeriename „zinke“ ist dem Rotwelsch entnommen und leitet sich von den Zinken (Geheimzeichen) ab.
So werden unauffällige Markierungen genannt, die Wandersleute, Bettler oder Diebe mit Kreide oder Stift auf Türen und Hauswände zeichnen oder direkt in den jeweiligen Untergrund ritzen, damit nachfolgende Kumpane ablesen können, was sie an diesem Platz erwartet und inwieweit dort ‚etwas zu holen‘ ist. Die Parallele zu den tags (engl. für ‚kennzeichnen‘) heutiger Graffiti-Sprayer, die gezogen wurde, ist allerdings soziologisch nicht haltbar: Tags stellen gezielt Öffentlichkeit her, Zinken sollen seit jeher gerade unterhalb des ‚Radarschirmes‘ öffentlicher Wahrnehmung ihren Zweck erfüllen.

## Logo

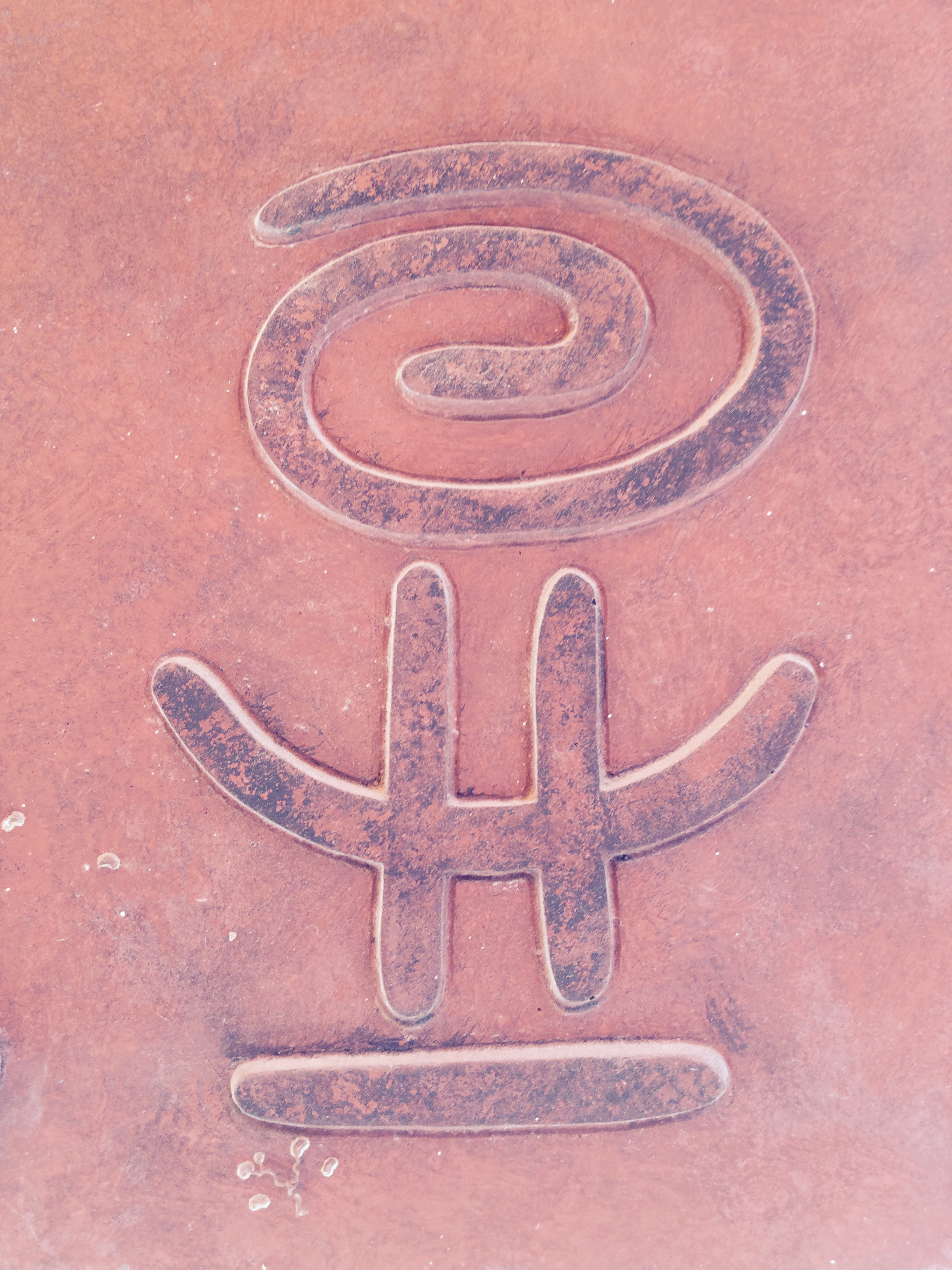
Legendär gewordenes Zeichen der Galerie zinke (Ausschnitt aus der Gedenktafel für Robert Wolfgang Schnell, Behaimstraße 10, Charlottenburg), Berlin 2015

Angesichts dieses Namens lag es nahe, etwas Entsprechendes als Logo zu verwenden. Die Gründer schufen eins, indem sie sich aus mehreren überlieferten Zinken ein neues Zeichen montierten. Es setzt sich zusammen aus drei Landstreicherzinken des 18. Jahrhunderts. Die obere Spiralform bedeutet: „Hier kannst du dich niederlassen.“ Die beiden Senkrechten bedeuten: „Hier bekommst du etwas für Arbeit.“ Das nach oben hin offene Halboval bedeutet: „Hier kannst du übernachten.“ Der waagerechte untere Strich ist als Sockel und Unterstreichung des Ganzen gemeint.

## Standort
Die zwei ineinander übergehenden Ausstellungsräume der Galerie zinke befinden sich im Hinterhof der Oranienstraße 27 im alten Arbeiter- und Kleinbürgerviertel Kreuzberg, dem damals „SO 36“ genannten Bezirk, in der ersten Etage eines arg heruntergekommenen Klinkerbaus.
Der Parterreraum neben dem Treppenhaus mit seiner Wendeltreppe wurde als Werkstatt, Abstellraum und Gelegenheitsschlafplatz benutzt. Die monatliche Miete betrug 25 Mark. Die konnten überhaupt nur aufgebracht werden, weil Günter Anlauf der Einzige war, der Geld verdiente: als gelernter Steinmetz bei den Restaurierungsarbeiten im Charlottenburger Schloss.
Die Situation vor Ort hat Schnell im Katalog der Gedenkausstellung für die zinke von 1979/1980 so beschrieben: „Zwei Räume muss man sich vorstellen, etwas über zwei Meter hoch. (...) In der Ecke des vorderen Raumes ein Kachelofen, braun gestrichene knarrenden Dielen, der Durchgang zum zweiten Raum eine Türfassung ohne Tür. Verhältnismäßig schwaches Deckenlicht, zwei Birnen von 100 Watt in jedem Raum, Tageslicht durch je zwei kleine Fenster zum Hinterhof, nebenan der leere Hof der Blindenanstalt.“
Die Grundstimmung auf dem Hofgelände tagsüber war der nicht unähnlich, wie sie auf dem nebenseitig abgebildeten historischen Foto aus dem Bundesarchiv Bild eingefangen ist.

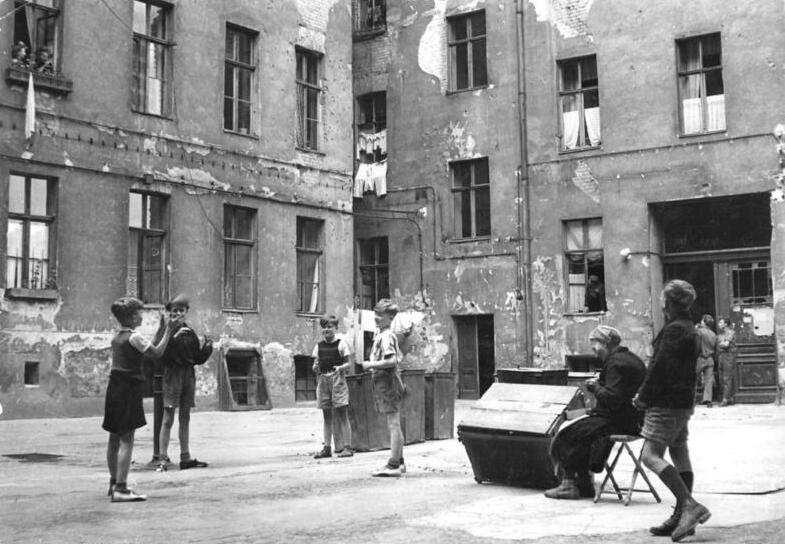
Typische Hinterhofstimmung im Kreuzberg der 50er-60er Jahre

Wie ein altes Flohmarktfoto, auf dem eins ihrer Plakate zu sehen ist, zeigt, warb die Galerie auf folgende Weise: „besuchen Sie auch // zinke // die Galerie im Hinterhof // Berlin SO 36, Oranienstr. 27 // geöffnet von 17.00-2000 Uhr // montags geschlossen“. Siehe das historische Foto von Ullstein Bild/gettyimages.

## Bildhaftunderzählerisch
Das Kunstgeschehen jener Zeit spielte sich im Wesentlichen in den Ortsteilen Charlottenburg und Wilmersdorf ab – dort befanden sich all die damals ‚wichtigen‘ Galerien. Umso mehr erstaunte der vermeintliche Rückzug auf den Kiez. Doch der war „in Wirklichkeit gar kein Rückzug“,
wie Eberhard Roters, der Kunsthistoriker, Kurator und Gründungsdirektor der Berlinischen Galerie, richtig erkannte, sondern ein bewusst sich absetzendes, eigenwilliges Projekt „zur Herstellung eines Gesamtberliner kulturellen Gedankenaustauschs.“
Der kam tendenziell zustande, weil man allerengste und freundschaftliche Kontakte zu ähnlich gesinnten Leuten in Ostberlin hatte, etwa zu Bobrowski vom Neuen Friedrichshagener Dichterkreis, aber auch zu Helene Weigel, Anna Seghers und Günter Kunert.
Die ästhetische Formel der zinke-Betreiber war einfach. Gegen den herrschenden abstrakten Expressionismus und das Informel wollten die zinke-Künstler „Auf menschliche Art modern“ sein, und dies in Wort und Bild: „Wir suchten das Bildhafte und bunt Erzählerische,“ wie es Robert Wolfgang Schnell angesichts der Doppelbegabung aller drei zinke-Gründer auf den Punkt bringt.
Besonders gut zur ästhetischen Auffassung dieses ‚phantastischen Realismus‘ Kreuzberger Prägung passte natürlich Grass, der in der überfüllten zinke auch aus seinem damals gerade erschienenen Roman Die Blechtrommel vortrug.

Single des Hits Babysitter Boogie von 1961

Lesungen gehörten bald zum festen Programm der zinke und wurden ebenso gut besucht wie die Ausstellungen.
Da die Galerieräume sofort völlig überfüllt waren, wurden sämtliche Fenster geöffnet und mit besonders lautstarker Stimme gelesen, damit auch die im Hinterhof Versammelten etwas davon mitbekamen. Wie Lothar Klünner, der Schüttelreimer und Übersetzer, als Zeitzeuge des Jahres 1961 berichtet: „Inmitten einer wogenden Masse stand ich im Hof, bog den Kopf in den Nacken und starrte nach oben. Dort sah ich Günter Grass rittlings in einem Fenster des ersten Stockwerks sitzen. Sichtlich bemüht, sich den Leuten innen und außen vernehmlich zu machen.“ Als ob dies nicht schon Happening genug war, nahm das „Ganze Volksfestcharakter an, als sich jemand in ein benachbartes Fenster setzte, eine Pikkoloflöte hervorkramte und dem Poeten die Begleitung zu blasen begann. Und das wiederum animierte einen weiteren Hausbewohner, sein Grammophon ins Fenster zu stellen“ und die Hofszenerie pausenlos mit dem Hit des Jahres zu beschallen: dem Babysitter Boogie von Ralf Bendix.

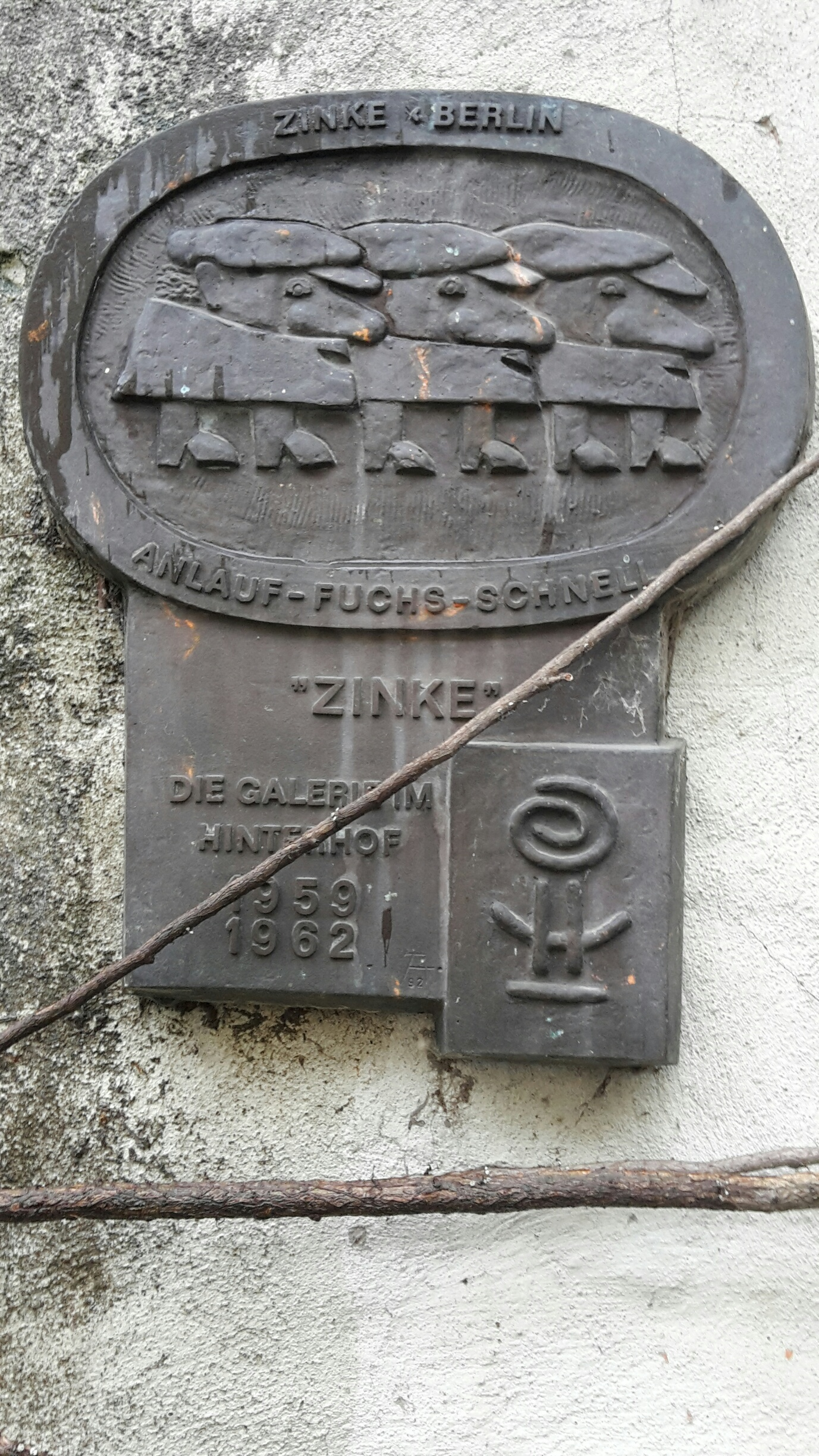
Plakette an der Hauswand im Hinterhof Oranienstraße 27

Wer einen Eindruck von der Vortragsqualität dortiger Lesungen wünscht, von denen es leider keine Tonträger gibt, der höre sich die Platte von Günter Bruno Fuchs an. Ihr kauziger Titel: Ein Ohr wäscht das andere. Die schönsten Texte von Günter Bruno Fuchs, gelesen von ihm selbst: aus vollem Hals, mit listigen Betonungen, schmatzend berlinerisch lispelnd; auf Wagenbachs Quartplatte 19, Berlin 1980.
Mit ihren Ausstellungen und Autorenlesungen wurde die zinke zum beliebten Treffpunkt von Bohème und Kulturinteressierten und damit zum entscheidenden Nucleus jener Entwicklung, ohne die Berlin später nicht hätte die Kulturhauptstadt Europas werden können.
Nach dem Ende der zinke Anfang 1963 standen die Räumlichkeiten noch bis 1965 jahrelang leer, vermutlich um das Haus dem Verfall und damit dem Abbruch auszuliefern, der dann ja auch tatsächlich stattfand. In Vorwegnahme darauffolgender Berliner Hausbesetzungen verschafften sich die aus Hamburg übergesiedelten jüngeren Künstler Dimitrius Boyksen, Harun Farocki und Natias Neutert Zutritt und nutzten den legendären Ort als kostenlosen Schlafplatz, Ausstellungsforum und Dichtertreffpunkt. Heute erinnert eine, an die hintere Hofwand angebrachte Plakette an den einstigen Standort.

## Ausstellungsteilnehmer
In alphabetischer, nicht in chronologischer Reihenfolge aufgelistet, waren an den Ausstellungen in der zinke folgende Künstler beteiligt:
| - Günter Anlauf - Karl F. Borneff - Dimitrius Boyksen - Jürgen Brodwolf - Harun Farocki - Günter Bruno Fuchs | - Günter Grass - Joe Hackbarth - Günter Kunert - Sigurd Kuschnerus - Natias Neutert - Ferd Röntgen | - Herbert Sandberg - Ali Schindehütte - Robert Wolfgang Schnell - Peter Straub - Günther Strupp - Johannes Vennekamp - Arno Waldschmidt |  |